# Ratkovići (gmina Srebrenica)
Ratkovići (cyr. Ратковићи) – wieś w Bośni i Hercegowinie, w Republice Serbskiej, w gminie Srebrenica. W 2013 roku liczyła 5 mieszkańców.